# The High Kings
The High Kings è un gruppo di musica folk Irlandese.
Il gruppo è composto da quattro membri: Finbarr Clancy, Martin Furey, Brian Dunphy e Darren Holden; nel 2019 si unisce al gruppo Paul O'Brien. 
Si sta imponendo con sempre maggiore successo sulla scena internazionale, in particolare con le canzoni The Black Velvet Band, The Wild Rover e la celebre The Parting Glass. Un'altra fra le loro canzoni di successo, Fields of Glory, parla dell'importanza del calcio nei loro paesi.
Nell'Album "Grace and Glory", risalente all'anno 2016, hanno proposto delle eccellenti versioni di brani come Grace e Ride On. Nel settembre del 2017 viene comunicato sulla pagina Facebook della band l'abbandono di Martin Furey, in concomitanza con l'annuncio di un album celebrativo per i dieci anni di attività ed un nuovo tour mondiale partito in Irlanda nel dicembre 2017.
Il 5 marzo 2021 pubblicano il loro album "Home from Home" e il loro singolo "Streets of London".

## Membri
- Finbarr Clancy
- Brian Dunphy
- Martin Furey
- Darren Holden
- Paul O'Brien (2019)

## Album
- The High Kings - Manhattan Records (2008)
- Memory Lane - Universal Music Ireland (2010)
- Friends for life - Sony Music (2013)
- Grace&Glory - Celtic Collections (2016)
- Home From Home - Celtic Collections (2021)

## Discografia
- The High Kings - Manhattan Records (2008)
- The High Kings:Live in Dublin (DVD) - The Blue Note Label Group (2008)
- Memory Lane - Universal Music Ireland (2010)
- Live in Ireland (CD) - Celtic Collection (2011)
- Friends for life - Sony Music (2013)
- Four Friends Live (CD + DVD) - Celtic Collections (2015)
- Grace&Glory - Celtic Collections (2016)
- Home From Home - Celtic Collections (2021)